# Шайнпфлюгова, Ольга

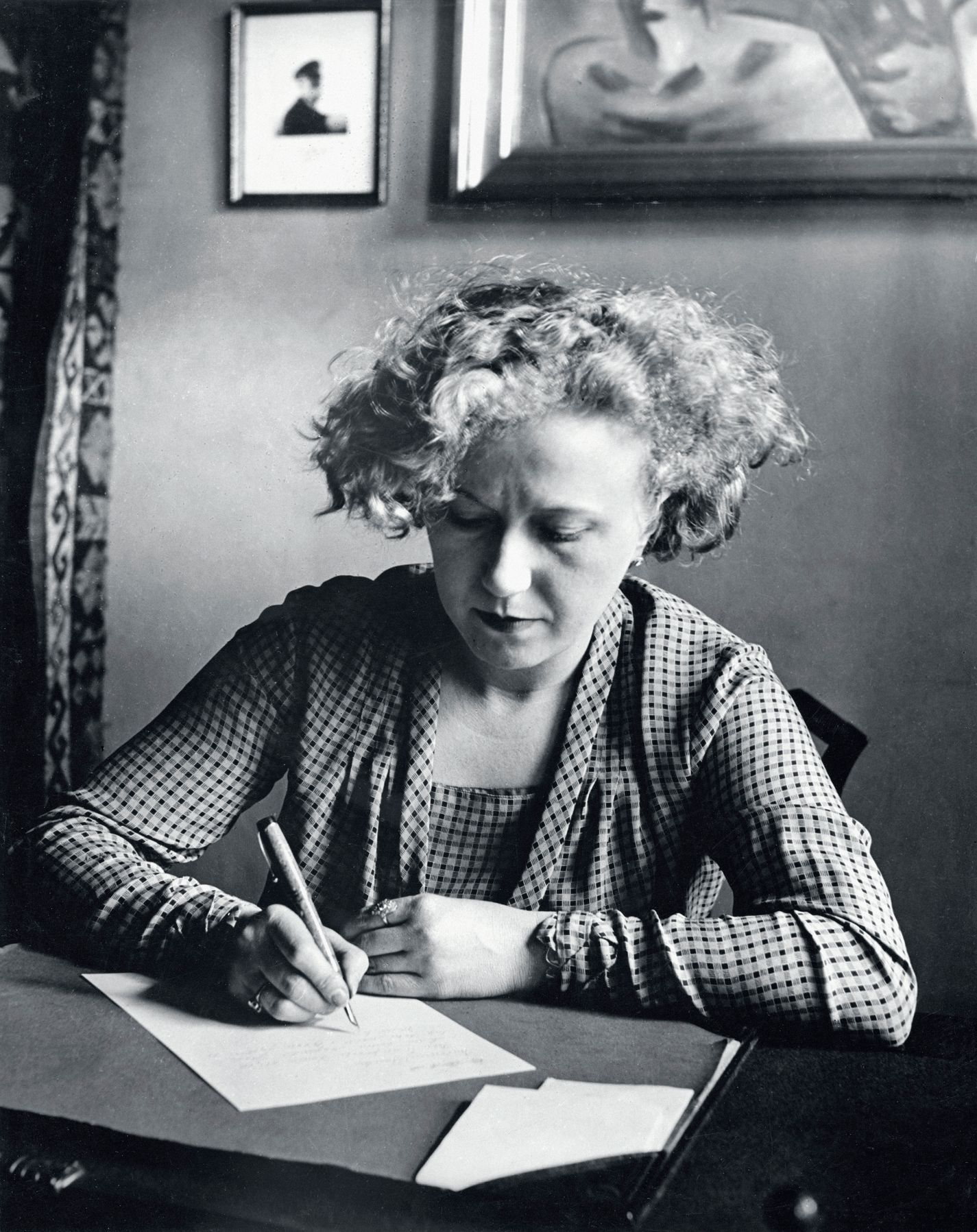
Фото Шайнпфлюговой, сделанное Карелом Чапеком

Ольга Шайнпфлюгова или Ольга Шайнпфлюг (чеш. Olga Scheinpflugová; 3 декабря 1902, Слани, Австро-Венгрия — 13 апреля 1968, Прага) — чешская актриса

 и писательница. Народная артистка Чехословакии (1968).

## Биография
Родилась в семье Карела Шайнпфлюга (1869—1948), чешского писателя, журналиста и драматурга.
Начала выступать на театральной сцене ещё будучи гимназисткой. С 1917 училась в коммерческой школе в Праге и одновременно занималась на актёрских курсах.
С 1920 года — артистка чешских драматических театров. В 1922—1928 — пражского Городского театра — Театра на Виноградах, с 1929 до 1968 — актриса Национального театра в Праге.
Исполняла роли в спектаклях по произведениям Шекспира «Сон в летнюю ночь», «Ромео и Джульетта», Э. Ростана «Романтики», Софокла «Антигона», Карела Чапека «Средство Макропулоса», Ф. Лангера «Гранд-отель Невада» и других.
В 1935 году вышла замуж за писателя Карела Чапека, с которым была знакома с 1920. Брак был недолгим из-за смерти Чапека в 1938 году от пневмонии. Его архив был спрятан Ольгой в саду усадьбы Стрж в селе Стара-Гуть (у городка Добржиш, в 35 км к югу от Праги), где писатель провёл последние три года жизни, и обнаружен после войны.
Наряду c театральной деятельностью, занималась литературным творчеством. Вначале публиковалась в журналах, а со второй половины 1920-х годов напечатала несколько своих книг. Шайнпфлюгова стала автором шестнадцати романов, десяти книг для детей и юношества, семи поэтических сборников и десяти пьес. Некоторые из её работ экранизированы. Главная тема её произведений — роль женщины в современном мире.
Ольга Шайнпфлюгова умерла в апреле 1968 года от сердечного приступа, прямо на сцене во время выступления в пьесе Чапека «Мать».

## Награды
- 1930 — Государственная премия Чехословакии.
- 1953 — Заслуженный артист Чехословакии.
- 1968 — Народная артистка Чехословакии.